# Wien (Wisconsin)
Wien – miasto w Stanach Zjednoczonych, w stanie Wisconsin, w hrabstwie Marathon.